# Пологов, Павел Андреевич
Павел Андреевич Пологов (1913—2001) — советский военный лётчик, участник боёв на Халхин-Голе, Советско-финской и Великой Отечественной войн. Герой Советского Союза (1943). Подполковник. 3 апреля 1944 года у села Колодяжное Ковельского района Волынской области Украинской ССР на истребителе Як-9 тараном уничтожил немецкий истребитель ФВ-190.

## Биография
Родился 10 (23) сентября 1913 года в заводском посёлке Нижний Тагил Верхотурского уезда Пермской губернии (ныне город — административный центр Горнозаводского управленческого округа Свердловской области) в рабочей семье Андрея Ивановича и Евдокии Никаноровны Пологовых. Русский.
Образование 6 классов. В 1927 году окончил школу ФЗУ (ныне СПТУ № 93). До призыва на военную службу работал слесарем в доменном цехе Нижнетагильского завода имени В. В. Куйбышева.
В ноябре 1934 года по комсомольской путёвке добровольно вступил в ряды Рабоче-крестьянской Красной Армии. В 1935 году окончил Третью военную школу лётчиков и лётчиков-наблюдателей в Оренбурге и в числе 50-ти лучших выпускников был направлен во 2-ю военную школу лётчиков Красного Воздушного флота в Борисоглебске. После её окончания в 1937 году служил лётчиком в Забайкальском военном округе. В 1939 году П. А. Пологов участвовал в боях на реке Халхин-Гол. В небе Монголии он сбил свой первый вражеский самолёт — японский самолёт-разведчик И-97. За отличие при отражении японской агрессии Павел Андреевич был награждён орденом Красного Знамени.
С января 1940 года лейтенант П. А. Пологов участвовал в Советско-финской войне в составе 38-го истребительного авиационного полка Северо-Западного фронта, в ходе которой преимущественно выполнял боевые задачи по штурмовке наземных войск противника и его оборонительных объектов, в том числе и линии Маннергейма. За участие в Зимней войне Павел Андреевич был награждён орденом Красной Звезды. После её окончания лейтенант П. А. Пологов был переведён в 149-й истребительный авиационный полк 64-й авиационной дивизии ВВС Киевского особого военного округа. Перед началом Великой Отечественной войны полк дислоцировался на аэродроме в Черновицах.
22 июня 1941 года аэродром в Черновицах подвергся бомбардировке. Вся материальная часть полка, за исключением дежурного звена, была уничтожена. Лётный и технический состав был вывезен на аэродром в селе Бродок, с которого 29 июня 1941 года начал участвовать в боевых действиях. За время войны Павел Андреевич воевал почти на всех типах истребителей: И-16, И-153 бис, МиГ-3, ЛаГГ-3, Ла-5, Як-1, Як-7Б и Як-9. В начале августа 1941 года полк, в котором служил Павел Андреевич, был передан из состава Юго-Западного фронта на Южный фронт. За время боевой работы в полку, несмотря на нехватку самолётов и топлива, лётчик П. А. Пологов совершил 178 успешных боевых вылетов и в воздушных боях сбил один немецкий самолёт (Ю-87) и ещё 2 в составе группы (Ю-88 и Ме-109). 30 августа 1941 года в воздушном бою был тяжело ранен в ногу и эвакуирован в харьковский госпиталь. Однако в связи с наступлением немецко-фашистских войск госпиталь пришлось срочно эвакуировать на Южный Урал, в Оренбург, где Павел Андреевич был, наконец, прооперирован. В результате лечение шло долго, и его хотели определить на преподавательскую работу в запасной авиационный полк. Но Павел Алексеевич настоял на отправке на фронт.
В марте 1942 года старший лейтенант П. А. Пологов был направлен в находившийся на переформировании 737-й истребительный авиационный полк и был назначен на должность штурмана полка. 24 мая 1942 года полк прибыл на Брянский фронт на аэродром Плавск и был включён в состав 207-й истребительной авиационной дивизии 3-го смешанного авиационного корпуса. В течение июня 1942 года Павел Андреевич совершил 21 успешный боевой вылет, в любых условиях обеспечивая выход групп истребителей на заданную цель. Трижды в составе группы он участвовал в сопровождении штурмовиков Ил-2 и не допустил ни одной атаки вражеских истребителей на штурмовики. В воздушных боях в составе группы за этот период П. А. Пологов сбил 3 немецких истребителя Ме-109. 23 июня 1942 года старший лейтенант Пологов участвовал в штурмовке брянского аэродрома противника, в ходе которой было уничтожено 25 немецких самолётов, ангар и склад с топливом.
В июле 1942 года дивизия, в которой служил П. А. Пологов, ставший в скором времени капитаном, была передана на Воронежский фронт и осуществляла прикрытие наземных войск в ходе Воронежско-Ворошиловградской операции. В ноябре 1942 года 737-й истребительный авиационный полк был передан в состав 227-й штурмовой авиационной дивизии 2-й воздушной армии и, действуя на Юго-Западном фронте, обеспечивал прикрытие штурмовиков в ходе Среднедонской операции. В январе 1943 года полк был возвращён на Воронежский фронт и вошёл в состав 205-й истребительной авиационной дивизии. Действуя в составе Южной оперативной группы 2-й воздушной армии, полк осуществлял прикрытие 3-й танковой армии в ходе операции «Звезда». В этот период Павел Андреевич не только участвовал в боевых вылетах по сопровождению штурмовиков и прикрытию наземных войск, но и привлекался к разведывательным полётам. Во время одного из таких полётов он обнаружил идущую к фронту колонну немецких танков и сосредоточение вражеской пехоты, что позволило командованию своевременно принять меры по отражению предстоящего немецкого наступления.
В марте 1943 года 737-й истребительный авиационный полк включался в состав 291-й штурмовой авиационной дивизии 16-й воздушной армии, а затем вернулся в состав 207-й истребительной авиационной дивизии, сражавшейся в составе 3-го смешанного авиационного корпуса 17-й воздушной армии Юго-Западного фронта. П. А. Пологов, в начале апреля 1943 года ставший майором, к июлю 1943 года совершил 365 боевых вылетов и в 90 воздушных боях лично сбил 18 самолётов противника и ещё 12 в составе группы. Указом Президиума Верховного Совета СССР от 2 сентября 1943 года майору Пологову Павлу Андреевичу было присвоено звание Героя Советского Союза.
7 июля 1943 года, в самом начале Курской битвы, был вызван в штаб корпуса, где ему досрочно присвоили звание подполковника и зачитали приказ о назначении на должность командира 163-го истребительного авиационного полка 273-й истребительной авиационной дивизии 6-го истребительного корпуса 16-й воздушной армии Центрального фронта. В этой должности в июле-августе 1943 года принимал участие в Курской битве. До середины осени 1943 года полк под командованием подполковника П. А. Пологова участвовал в боевых действиях в небе Орловской и Брянской областей, а также восточных районов Белоруссии. В ноябре 1943 года полк был выведен для отдыха и пополнения в Харьковский военный округ на аэродром Рогань.
Вновь в действующей армии 163-й истребительный авиационный полк с 13 марта 1944 года в составе 336-й истребительной авиационной дивизии 6-й воздушной армии. Воевал на 2-м Белорусском фронте, а с начала апреля 1944 года — на 1-м Белорусском. Действуя в интересах обоих Белорусских фронтов, полк подполковника Пологова в период с 13 марта по 18 апреля 1944 года совершил 504 боевых вылета, провёл 37 воздушных боёв, в которых было сбито 30 самолётов противника. Сам Павел Андреевич 3 апреля 1944 года в паре с младшим лейтенантом Н. С. Митиковым участвовал в бою с 12-ю немецкими истребителями ФВ-190, один из которых сбил. В ходе боя подполковник Пологов заметил группу из 18-ти немецких транспортных самолётов Ю-52. Врезавшись в их строй, он сбил один транспортник, но был подбит истребителями противника и загорелся. Павел Андреевич направил пылающий Як-9 в хвост немецкого истребителя. После тарана подполковник П. А. Пологов остался в живых и сумел воспользоваться парашютом. Во время приземления на нейтральную полосу был обстрелян с немецких позиций и был ранен в плечо. Сильно обгоревшего и раненого лётчика хотели эвакуировать в госпиталь, но Павел Андреевич наотрез отказался и почти месяц руководил действиями полка из медсанбата, расположенного в пяти километрах от аэродрома, где базировался его полк. Однако 30 июня 1944 года подполковник П. А. Пологов был вновь тяжело ранен и оказался на больничной койке.
Лечение было долгим, а после выписки из госпиталя Павла Андреевича направили на курсы усовершенствования командного состава ВВС РККА, которые он окончил уже после войны. Всего за время участия в боевых действиях П. А. Пологов совершил более 600 боевых вылетов, и в 100 воздушных боях сбил по разным оценкам от 25 до 29 самолётов противника и 12-16 побед одержал в составе группы.
После учёбы подполковник П. А. Пологов ещё некоторое время служил в ВВС СССР командиром истребительного авиационного полка, но в 1949 году по состоянию здоровья был вынужден уволиться в запас. Поселился в Свердловске. Больше двадцати лет работал диспетчером на Уральском турбомоторном заводе. После выхода на пенсию активно участвовал в патриотическом воспитании молодёжи: встречался со школьниками и студентами, выступал в воинских частях.
Скончался 22 ноября 2001 года. Похоронен на Широкореченском кладбище.

## Список известных личных побед П. А. Пологова
| №  | Дата       | Тип самолёта             | Место боя        |
| -- | ---------- | ------------------------ | ---------------- |
| 1  | 1939       | Nakajima Ki-27           | река Халхин-Гол  |
| 2  | 07.07.1942 | Messerschmitt Bf.109     | Малышево         |
| 3  | 13.08.1942 | Messerschmitt Bf.109     | Воронеж          |
| 4  | 02.10.1942 | Messerschmitt Bf.109     | Раменье          |
| 5  | 06.03.1943 | Messerschmitt Bf.109     | Соколово         |
| 6  | 06.07.1943 | Junkers Ju 87            | Яковлево         |
| 7  | 17.07.1943 | Junkers Ju 88            | Верхняя Гнилушка |
| 8  | 04.08.1943 | Junkers Ju 88            | Красный Пахарь   |
| 9  | 04.08.1943 | Junkers Ju 87            | Попово/Хлюстовка |
| 10 | 04.08.1943 | Junkers Ju 87            | Колки            |
| 11 | 14.09.1943 | Focke-Wulf Fw 190 Wurger | Круты            |
| 12 | 03.04.1944 | Junkers Ju 52            | Колодяжное       |
| 13 | 03.04.1944 | Focke-Wulf Fw 190 Wurger | Колодяжное       |
| 14 | 03.04.1944 | Focke-Wulf Fw 190 Wurger | Колодяжное       |

## Награды

Памятник тагильчанам — Героям Советского Союза и кавалерам ордена Славы

- Медаль «Золотая Звезда» (02.09.1943);
- орден Ленина (02.09.1943);
- три ордена Красного Знамени (1939; 30.03.1943; 10.05.1944);
- орден Отечественной войны 1 степени (06.04.1985)[8];
- два ордена Отечественной войны 2 степени (20.01.1943; 26.02.1943);
- орден Красной Звезды (07.04.1940);
- медали, в том числе:
  - медаль «За боевые заслуги» (03.11.1944)[9].

## Память

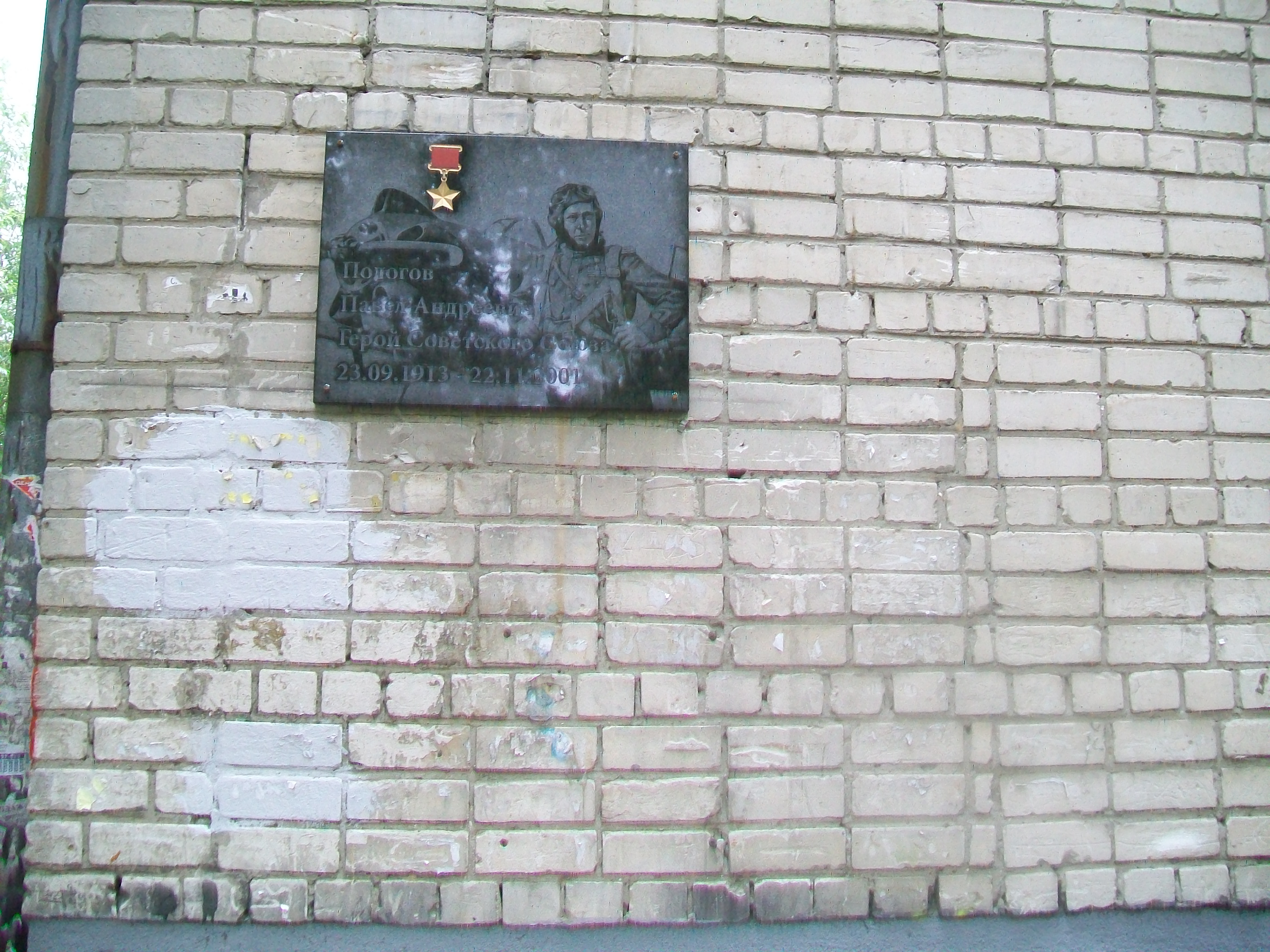
Мемориальная доска Павла Пологова в Екатеринбурге (Шарташская, 12). Сентябрь 2017 года

- Имя Героя Советского Союза увековечено на памятнике Героям Советского Союза — уроженцам города Нижнего Тагила в городе Нижнем Тагиле Свердловской области.
- Подвиг Пологова запечатлён на картине Г. Г. Нисского «Подвиг Героя Советского Союза П. А. Пологова»[10].
- В Екатеринбурге в 2017 году на доме, где жил Герой (улица Шарташская, 12), открыта памятная доска[11].

## Документы
- Общедоступный электронный банк документов «Подвиг Народа в Великой Отечественной войне 1941—1945 гг.» Дата обращения: 6 июля 2012. Архивировано из оригинала 13 марта 2012 года.

Орден Красного Знамени (30.03.1943). Дата обращения: 6 июля 2012. Архивировано 6 октября 2012 года.
Орден Красного Знамени (10.05.1944). Дата обращения: 6 июля 2012. Архивировано 6 октября 2012 года.
Орден Отечественной войны 1-й степени. Дата обращения: 24 ноября 2015. Архивировано 6 октября 2012 года.
Орден Отечественной войны 2-й степени (20.01.1943). Дата обращения: 6 июля 2012. Архивировано 6 октября 2012 года.
Орден Отечественной войны 2-й степени (26.02.1943). Дата обращения: 6 июля 2012. Архивировано 6 октября 2012 года.